# Berno van Reichenau
Berno van Reichenau (ook: Berno van Prüm) (omstreeks 978 - Reichenau, 7 juni 1048) was een geestelijke en muziektheoreticus uit de 11e eeuw. Hij was gedurende 40 jaar abt van Reichenau en zorgde voor een hervorming van de Gregoriaanse muziek met een indeling in acht verschillende modi.

## Levensloop
Over de afkomst en de jeugd van Berno is niets bekend. Hij zou volgens sommige biografen in het huidige Duitsland geboren zijn, volgens anderen in het huidige Frankrijk.
Hij werd benedictijner monnik van de abdij van Fleury en genoot er onderricht van abt Abbo. Omstreeks het jaar 1000 zou Berno verhuisd zijn naar de Abdij van Prüm. In 1008 werd hij door koning Hendrik II aangesteld tot abt van de abdij van Reichenau, gelegen op het gelijknamige eiland in het Bodenmeer. Hij volgde er abt Immo op die bij de monniken in ongenade gevallen was, waarschijnlijk wegens de te strenge toepassing van de Regula Benedicti. Onder Berno bloeide de abdij en werd ze een bekend opleidingscentrum met een productief scriptorium. De abdij gold op dat moment als het middelpunt van het benedictijnse kloosterwezen in het koninkrijk en van de 11e-eeuwse liturgische en muzikale hervormingen in de Duitse Kerk. In de abdij ontstond de hervorming van de gregoriaanse muziek met een indeling in acht verschillende modi.
Met het koningshuis onderhield Berno goede contacten. Hij vergezelde koning Hendrik II regelmatig op diens reizen en was in 1014 aanwezig in Rome tijdens diens kroning tot keizer. Ook met keizer Hendrik III en koning Stefanus I van Hongarije had hij nauwe contacten en een goede verstandhouding.
Berno was gedurende 40 jaar abt van de abdij. In zijn laatste levensjaren liet hij de Münster St. Maria und Markus, de abdijkerk van het dorp Mittenzell, vergroten met een monumentale westtoren en een transept zodat er plaats kwam voor de verering van de Marcus-relikwie. De kerk werd ingewijd op 24 april 1048, enkele maanden voor zijn dood. Hij werd begraven in de abdijkerk.
Zijn bekendste leerling was Herman van Reichenau.